# Viaggio di nozze (film 1912)
Viaggio di nozze è un  cortometraggio muto italiano del 1912 diretto da Alberto Degli Abbati.